# لنس گودن
لنس کارتر گودن (زاده ۱ دسامبر ۱۹۸۲) یک سیاستمدار آمریکایی است که از سال ۲۰۱۹ به عنوان نماینده ایالات متحده در حوزه پنجم کنگره تگزاس خدمت می‌کند.
گودن که اهل ترل در شهرستان کافمن، حومه شرقی دالاس است، از دانشگاه تگزاس در آستین فارغ‌التحصیل شد.